# Landelijk Telefoonnummer Politie
Het Landelijk Telefoonnummer Politie (LTP) is het algemene servicenummer 0900-8844 van de politie in Nederland. Buiten Nederland kan de Nederlandse politie bereikt worden op het nummer (+31)343-578844.

## Geschiedenis
In 1998 werd besloten om alle regionale politienummers te vervangen door één landelijk telefoonnummer, om zodoende de bereikbaarheid en de telefonische dienstverlening te verbeteren en het alarmnummer 112 te ontlasten. Als onderdeel van de invoering van het Landelijk Telefoonnummer Politie werd het bedrijfsproces in de regio's aangepast en werden in iedere regio servicecentra ingericht die zorg gingen dragen voor de afhandeling van LTP-oproepen uit de eigen regio. Op 27 september 2000 werd het systeem in werking gesteld.

## Gebruik
Het Landelijk Telefoonnummer Politie is bedoeld voor meldingen die niet spoedeisend zijn en voor informatie en advies. Het motto is dan ook: 'Géén spoed, wèl politie'. Het alarmnummer 112 is bedoeld voor de spoedeisende zaken. Indien nodig kunnen de centralisten van 0900-8844 de beller alsnog doorverbinden naar de meldkamer, als het alsnog om een spoedeisende zaak blijkt te gaan.
Voorbeelden waarbij contact opgenomen kan worden met 0900-8844: 
- het melden van overlast;
- het melden van verdachte situaties;
- het melden van aanrijdingen waarbij geen (ernstig) letsel is;
- het melden van geconstateerde inbraken in woningen en bedrijven;
- algemene vragen en/of advies over de politie, wetgeving en verkeer;
- in contact komen met de wijkagent;
- in contact komen met een specifieke afdeling of medewerker;
- een afspraak maken om een aangifte te doen.

## Doorschakeling naar regiokorps
Een beller met een vast toestel wordt automatisch doorgeschakeld naar het dichtstbijzijnde regiokorps via postcodeherkenning door een computer. Dit geldt ook voor mensen die met een mobiel bellen via de provider KPN.
Een beller met een mobiele telefoon van een andere provider dan KPN wordt via het KLPD in Driebergen aan de hand van spraakherkenning naar de juiste regio doorverbonden. Het personeel van de servicecentra kan burgers daarnaast altijd nog handmatig naar een regio doorverbinden.
Alle medewerkers van de servicecentra werken in een politie-uniform. Een groot deel daarvan is tevens buitengewoon opsporingsambtenaar en is daardoor bevoegd om (naast het werk aan de telefoon) bijvoorbeeld aangiftes op te nemen, iemand te fouilleren of bekeuringen uit te schrijven. Naast de opsporingsbevoegdheid die deze personen genieten, hebben zij veel kennis van het Wetboek van Strafrecht, waardoor zij in staat zijn te fungeren als vraagbaak op strafrechtelijk gebied.
Een aantal politieregio's heeft de servicecentra samengevoegd. Zo werken de regio's Gooi en Vechtstreek en Flevoland al sinds november 2006 met een gezamenlijk Interregionaal Teleservice Centrum (ITC) in Hilversum. In 2010 is het Noordelijk Politie Service Centrum van start gegaan dat voor de regio's Groningen, Drenthe en Friesland de opvang van 0900-8844-gesprekken verzorgt.

## Tarief
Aanvankelijk waren de kosten ƒ0,30 (later €0,13) per minuut. Na protesten uit onder meer de Tweede Kamer werd het tarief per 1 mei 2002 verlaagd.
Wanneer 0900-8844 met een vaste telefoon wordt gebeld geldt het normale tarief voor bellen naar een vaste telefoon. In het geval van mobiel bellen naar het nummer kunnen de kosten hoger uitvallen. Per provider verschilt het wat moet worden betaald voor het bellen naar een zogeheten 'servicenummer'. Naast het gewone tarief moet dan ook nog een bedrag worden betaald om naar een servicenummer te bellen en er kan ook nog een starttarief in rekening gebracht worden.

## Trivia
- Vanaf 2002 draaide enige tijd een reclamecampagne om het landelijke politienummer meer bekendheid te geven. De Duitse acteur Horst Tappert, die bekend werd door zijn rol als hoofdinspecteur in de krimiserie Derrick[3], wordt in de reclamespot thuis telkens telefonisch lastiggevallen door mensen die iets bij de politie willen melden.
- Let men op de letters van een telefoontoestel (het zogenaamde naambellen), dan kan het nummer worden onthouden aan de hand van het ezelsbruggetje: 0900-TUIG.
- Sinds 12 oktober 2020 heeft de brandweer, in navolging van de politie, ook een landelijk telefoonnummer. Dit Landelijk Niet-spoednummer Brandweer is 0900-0904.[4]